# Like Nastya
Anastasia Radzinskaya (nacida el 27 de enero de 2014), conocida en línea como Like Nastya, es una youTuber ruso-estadounidense. Ella y sus padres, Anna Radzinskaya y Yuri Radzinskij, presentan varios canales de YouTube que producen historias y juegos de rol originales orientados a los niños. Su canal principal es el sexto canal más visto y el octavo con más suscriptores en YouTube.

## Contenido
El contenido de Anastasia incluye, entre otras cosas, canciones infantiles, entretenimiento educativo, unboxings, vlogs y juegos de rol. Sus canales están doblados al alemán, árabe, bengalí, francés, portugués, hindi, español, coreano, vietnamita e indonesio.

## Historia
Anastasia nació en Krasnodar Krai, en el sur de Rusia. Diagnosticada con parálisis cerebral, sus médicos temían que nunca pudiera hablar.
Antes de iniciar su canal, la madre de Anastasia, Anna, era dueña de un salón de novias en Krasnodar, mientras que su padre, Yuri, era dueño de una pequeña empresa de construcción. En 2015, los padres de Anastasia vendieron sus empresas y, en enero de 2016, crearon su canal de YouTube, que creció rápidamente a partir de su contenido. Posteriormente, la familia se mudó a Miami, Florida.
Los padres de Anastasia firmaron con la red multicanal Yoola y la empresa de redes sociales Jellysmack. Según Forbes, Anastasia fue "una de las creadoras de más rápido crecimiento en el mundo, gracias a los videos en siete idiomas" en 2019, convirtiéndose en la tercera YouTuber mejor pagada del mundo, con un ingreso anual estimado de 18 millones de dólares.
| Like Nastya             | 129  | 115  | 100 000 | 1 000 | 10 000 | 50 000 | 100 000 |
| Like Nastya Show        | 44.4 | 21.6 | 100 000 | 1 000 | 10 000 |        |         |
| Like Nastya ESP         | 42.7 | 21.8 | 100 000 | 1 000 | 10 000 |        |         |
| Like Nastya Vlog        | 22.5 | 10.5 | 100 000 | 1 000 | 10 000 |        |         |
| Like Nastya AE          | 27.7 | 14.1 | 100 000 | 1 000 | 10 000 |        |         |
| Like Nastya PRT         | 26.8 | 15.4 | 100 000 | 1 000 | 10 000 |        |         |
| Like Nastya VNM         | 22.4 | 13.0 | 100 000 | 1 000 | 10 000 |        |         |
| Like Nastya IDN         | 22.7 | 9.78 | 100 000 | 1 000 | 10 000 |        |         |
| Al 20 de agosto de 2025 |      |      |         |       |        |        |         |